# 滅門慘案之孽殺
《滅門慘案之孽殺》是1993年上映的香港三级電影。黎繼明導演，黃秋生、鍾淑慧、吳岱融主演。

## 剧情
惠芳(鍾淑慧飾)為麥家養女，麥家一家四口把她當女傭使喚，唯一關心她的人就只有男友健(吳岱融) ，一日惠芳養父麥泉(何家駒飾) 借酒醉強暴惠芳，並強行拍下裸照，而惠芳只好投靠男友健，因怕被健看不起，惠芳並沒有將強暴之事告訴健，不料麥泉卻食髓其味，竟拿裸照威脅惠芳回麥家並再度強姦，麥全妻子與兒子也都支持強暴行動並參與其中，惠芳忍無可忍，發狂殺死養父全家並自首下獄。在獄中惠芳生下阿健孩子後槍斃處決，結束悽苦的一生。

## 演员
| 演员   | 角色     | 备注 | 粵語配音 |
| 黃秋生 | 呂奇     |      | 黃秋生   |
| 鍾淑慧 | 阿芳     |      | 鍾淑慧   |
| 吳岱融 | 小健     |      | 陳欣     |
| 何家駒 | 麥泉     |      | 盧雄     |
| 達斯   |          |      |          |
| 盧雄   | 戲院老闆 |      | 盧雄     |

## 外部連結
- 開眼電影網上《滅門慘案之孽殺》的資料（繁體中文）
- 香港影庫上《滅門慘案之孽殺》的資料（繁體中文）
- 爛番茄上《滅門慘案之孽殺》的資料（英文）
- 互联网电影数据库（IMDb）上《滅門慘案之孽殺》的资料（英文）